# 双人床条约
《双人床条约》（英語：The Treaty of Double Bed），2011年12月30日中国大陆上映的爱情电影。

## 剧情
摄影师赵静初爱上了模特儿杨茜，并和强势的老婆丁雪莉离了婚。经过女儿赵薇薇的整蛊，两人最终还是分手了，于是赵静初决定找回自己的真爱，向前妻丁雪莉认错和复婚。

## 主题
该片集都市时尚、浪漫爱情、黑色幽默三大元素于一体，主要讲述现代婚姻和感情危机。

## 演员
| 演员   | 角色         | 备注                         |
| 耿乐   | 赵敬初       | 摄影师，丁雪莉的丈夫。       |
| 刘威葳 | 丁雪莉       | 中学数学老师，赵敬初的妻子。 |
| 郑佩佩 | 丁雪莉的妈妈 | 一个善良的母亲。             |
| 张恩齐 | 赵薇薇       | 丁赵二人的女儿。             |
| 王豪   | 杨茜         | 模特儿，赵敬初的情人。       |